# Karel Hruška
Karel Hruška   (Plzeň, 14 de juny de 1891 - Praga, 17 d'octubre de 1966) fou un tenor txec, periodista radiofònic, i actor de teatre i pel·lícules. Va ser un cantant inusual pel seu temps, ja que va enregistrar i va actuar tant en música clàssica com popular. Tenia un gran talent de còmic i va especialitzar-se creant papers de caràcter en l'òpera. Va ser molt estimat en el paper principal de La núvia venuda de Bedřich Smetana, que va interpretar fins a 855 vegades durant la seva carrera.